# 켁 대학원
켁 대학원 연구소(Keck Graduate Institute)는 클레어몬트 칼리지 시스템에 속한 미국의 대학원대학이다. 미네르바 프로젝트와 제휴를 맺어 미네르바 스쿨을 학부 과정으로 운영했으나 독립되었다.

## 같이 보기
- 사립기술대학협회